# Positronemissionstomografi

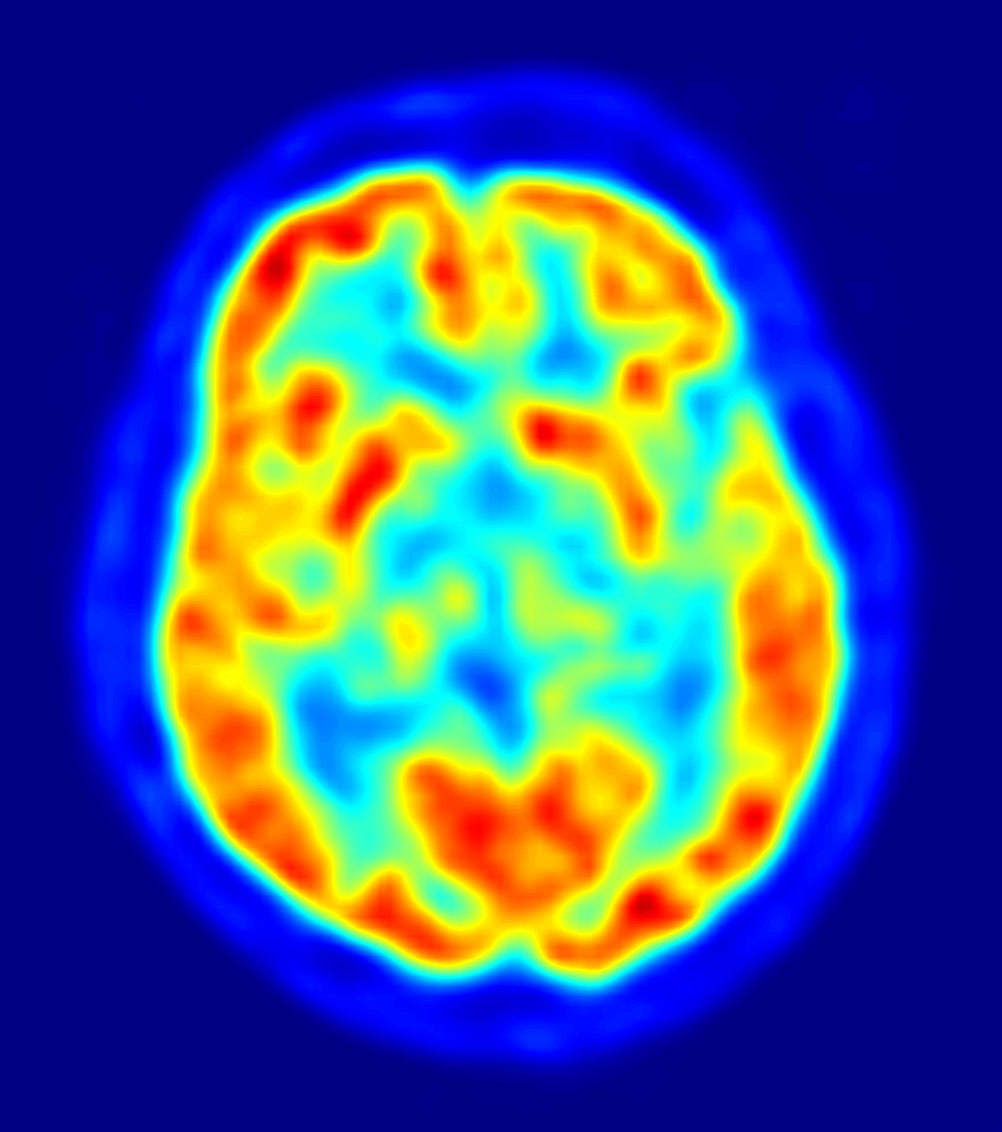
Tvärsnitt av bilden från en typisk PET-scanning av en hjärna

Positronemissionstomografi (PET) är en medicinsk avbildningsteknik som bygger på användning av isotopmärkta preparat, så kallade radioaktiva markörer, vilka möjliggör framtagning av tredimensionella bilder av exempelvis ämnesomsättningen i hjärnan men även hur olika preparat, exempelvis signalsubstanser, rör sig i kroppen.

## Beskrivning
Den typ av radioaktivt sönderfall som PET-scanning bygger på kallas betaplus-sönderfall, vilket innebär att den radioaktiva isotopen när den faller sönder skickar ut en positron. När en positron utsöndras dröjer det inte länge innan den stöter på en elektron. Eftersom positronen är elektronens antipartikel, kommer de två partiklarna att annihilera, vilket innebär att de båda partiklarna omvandlas till två motsatt riktade fotoner (gammastrålar) som skickas iväg i 180 (plus minus 0,25) graders riktning i förhållande till varandra, alltså bildar de båda fotonerna en uppskattningsvis rät linje. Genom att spåra dessa fotoners ursprung genom att särskilja dem i tid går det att rekonstruera de räta linjer som fotonerna bildar och få en gemensam skärningspunkt för samtliga linjer, nämligen den punkt i kroppen där den radioaktiva markören sitter.

## Användningsområden

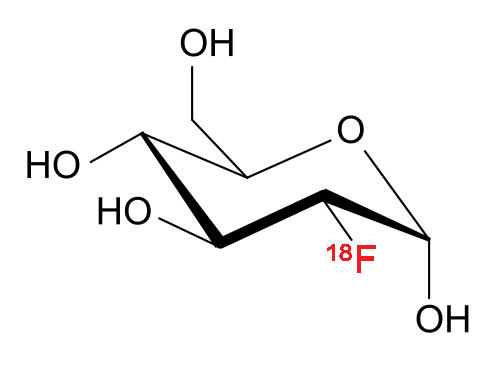
Fludeoxiglukos 18-F

Genom att fästa radioaktiva molekyler på andra modifierade molekyler som kroppen känner igen kan man få den radioaktiva partikeln att fästa sig till mycket specifika regioner i kroppen. Genom att fästa den radioaktiva fluorisotopen 18F på en glukosmolekyl har man ett spårämne, fludeoxiglukos (FDG), som ansamlas vid tumörer, detta då tumörceller i högre utsträckning än friska celler behöver snabb energi. Eftersom cellmetabolismen (ämnesomsättningen) är högre i tumörceller tas större mängd FDG upp av dessa celler, vilket i sin tur gör att bildens kontrastskillnad blir högre i dessa regioner. I den rekonstruerade bilden syns alltså högre kontrast i tumörområdet än övriga kroppen (enklare uttryckt: tumörerna lyser mer än kringliggande vävnad på bilden). Nackdelen med PET är att den allmänna anatomiska informationen är mycket knapphändig, det är alltså svårt att se exakt var i kroppen tumören befinner sig. För att lokalisera tumören kombineras därför PET med efterföljande datortomografi, det kallas då för PET/CT. De två skanningarna överlagras i en bildfusion så att man får en anatomisk lägesinformation.

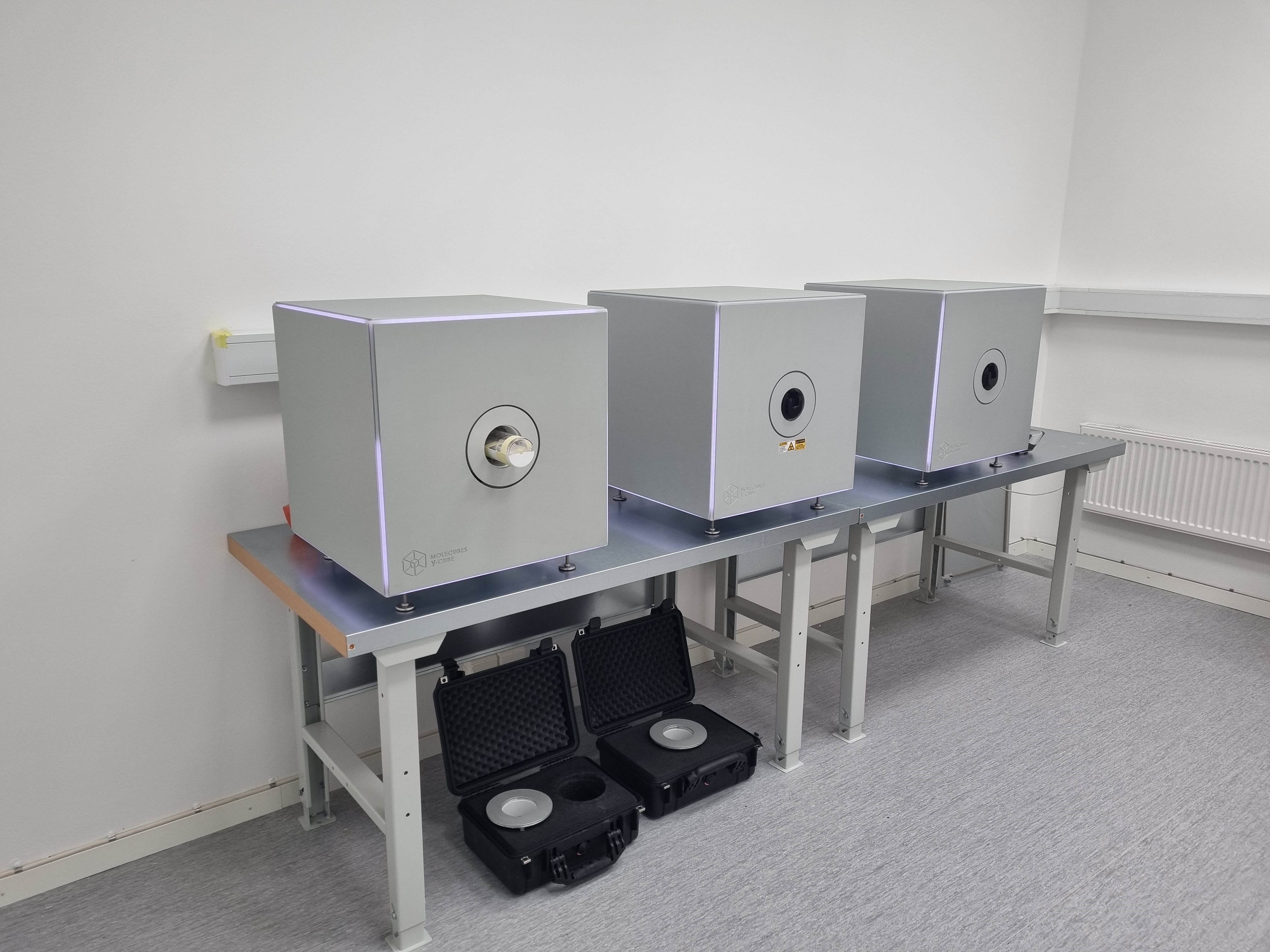
Bänkmodeller av SPECT, uCT och PET för preklinisk användning vid exempelvis forskning på nya läkemedel. Bilderna från de olika instrumenten överlappar varandra för olika typer av undersökningar.

Förutom att spåra tumörer kan ämnen som liknar dopamin (rakloprid (D2-receptorer)) och serotonin (WAY-100635 (5-HT1A)) binda radioaktiva isotoper. Eftersom både serotonin och dopamin är centrala transmittorsubstanser kan dessa radioligander utnyttjas för att studera olika funktioner i hjärnan.
PET-tekniken lämpar sig vidare synnerligen väl för forskning på nya läkemedel. Tack vare att läkemedlet då går att spåra och "fotografera" inuti kroppen ser man snabbt om ämnet binder till de tänkta områdena.

## Tillverkning av FDG, fludeoxiglukos
FDG tillverkas i en cyklotron. I cyklotronen bombarderas atomkärnor av syre-18, 18O, med protoner så att de omvandlas till fluor-18, 18F.
Därefter syntetiserar man fram FDG-lösningen. På undersökningsavdelningen laddas FDG-lösningen in i en FDG-injektor.

## PET/CT-undersökningen

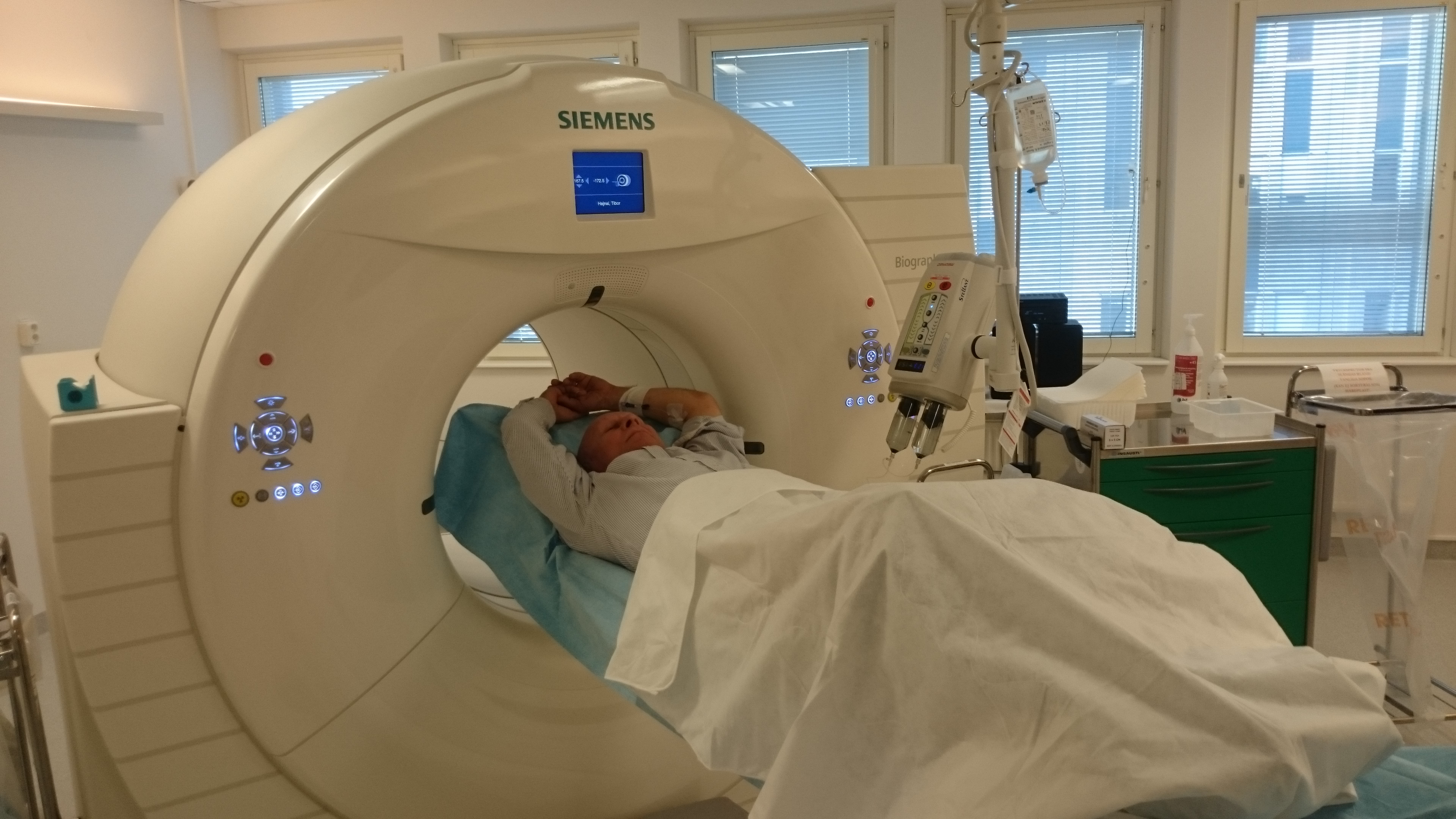
Kombinerad PET/CT-skanner.

Patienten skall vara fastande innan undersökningen som består av två delar och utförs under cirka 1,5 timmar. Under den första delen injiceras den radioaktiva FDG-lösningen i blodbanan. Det kan vara 35 ml vätska om det är tidigt på dagen, men ökar vartefter eftersom halveringstiden för 18F är nästan 110 min. Lösningen innehåller varierande radioaktiv dos beroende på vilken undersökning som ska genomföras och anpassat efter personens kroppsvikt. Det kan t.ex. vara 200 - 300 megaBecquerel, MBq, cirka 3 MBq per kilo kroppsvikt. 
Patienten ska sedan ligga helt stilla i nästan en timme i ett vilrum. Därefter lägger sig patienten i PET/CT-skannern i cirka 30 minuter. De första 20 minuterna görs PET-skanning och därefter injiceras kontrastvätska för den avslutande kontrast-CT-skanningen som görs på några minuter.
PET-undersökningen ger en effektiv stråldos på 5-8 mSv och en CT ger 3-10 mSv vid en undersökning av överkroppen. Tillsammans ger de en dos på upp till 18 mSv, som kan jämföras med de drygt 4 mSv per år som man får via bakgrundsstrålningen i Sverige.